# 青い奇跡の橋
青い奇跡の橋（あおいきせきのはし）またはブラウエス・ヴンダー（独: Blaues Wunder, 英: Blue Wonder）は、ドイツにある橋である。
ロシュヴィッツァー橋（独: Loschwitzer Brücke）、ロシュヴィッツ橋（英: Loschwitz Bridge）、青い奇跡橋、青の奇跡橋、または単に青い奇跡とも。

## 概要
「青い奇跡」という名称の由来は、建設された当時は、建築技術の上で奇跡であるとされたことと、橋梁が青色で塗装されたことによる。橋の全長は 280 メートルである。最大支間長は 146.68 メートルであり、幅は 12 メートルである。高さは、およそ 24 メートルであり、総重量は、およそ 3,800 トンである。

ザクセン州の州都ドレスデンに所在し、エルベ川に架橋されている。ブラセヴィッツ地区 (en:Blasewitz) とロシュヴィッツ地区 (en:Loschwitz) を接続している。鋼鉄製のトラス橋である。
1891年4月に建設工事が開始された。設計は、土木技術者のクラウスケプケ (de:Claus Koepcke) および Hans Manfred Krüger による。1893年に完成され、同年7月15日に開通された。本橋は、切手の図柄に採用されている。

## 周辺
下流には、本橋に近い順に、ヴァルトシュレスヒェン橋、アルベルト橋 (de:Albertbrücke)、カローラ橋 (de:Carolabrücke (Dresden))、アウグストゥス橋 (en:Augustus Bridge)、マリエン橋 (de:Marienbrücke (Dresden)) が架橋されている。ヴァルトシュレスヒェン橋は、本橋を含む橋の渋滞の緩和などの目的で建設された。

橋の東側には、ロシュヴィッツ地区とヴァイサー・ヒルシュ (de:Weißer Hirsch) を接続するドレスデン鋼索鉄道の他に、ドレスデン・サスペンション鉄道などがある。東へ徒歩でおよそ 500 メートルほど行ったところには、レオンハルディ美術館 (de:Leonhardi-Museum) やロシュヴィッツ教会 (de:Loschwitzer Kirche) がある。橋の西側には、ヴァルトパルク・ブラセヴィッツ (de:Waldpark Blasewitz) などがある。